# Marathon van Fukuoka 1960
De marathon van Fukuoka 1960 werd gelopen op zondag 4 december 1960. Het was de 14e editie van de marathon van Fukuoka. Aan deze wedstrijd mochten alleen mannelijke elitelopers deelnemen. De Nieuw-Zeelander Barry Magee kwam als eerste over de streep in 2:19.04.

## Uitslagen
| rang   | naam               | land | tijd    |
| ------ | ------------------ | ---- | ------- |
| Goud   | Barry Magee        | NZL  | 2:19.04 |
| Zilver | Paavo Kotila       | FIN  | 2:19.21 |
| Brons  | Pavel Kantorek     | TCH  | 2:20.41 |
| 4      | Takayuki Nakao     | JPN  | 2:20.45 |
| 5      | Nobuyoshi Sadanaga | JPN  | 2:25.44 |
| 6      | Tameo Tokishi      | JPN  | 2:26.01 |
| 7      | Kazumi Watanabe    | JPN  | 2:27.41 |
| 8      | Michio Koge        | JPN  | 2:28.01 |
| 9      | Keizo Yamada       | JPN  | 2:29.32 |
| 10     | Hidenori Baba      | JPN  | 2:30.18 |
| 11     | Masayuki Nagata    | JPN  | 2:30.18 |
| 12     | Takao Okamachi     | JPN  | 2:30.20 |
| 13     | Hideo Hamamura     | JPN  | 2:30.43 |
| 14     | Nagayoshi Ito      | JPN  | 2:31.40 |

1947 ·
1948 ·
1949 ·
1950 ·
1951 ·
1952 ·
1953 ·
1954 ·
1955 ·
1956 ·
1957 ·
1958 ·
1959 ·
1960 ·
1961 ·
1962 ·
1963 ·
1964 ·
1965 ·
1966 ·
1967 ·
1968 ·
1969 ·
1970 ·
1971 ·
1972 ·
1973 ·
1974 ·
1975 ·
1976 ·
1977 ·
1978 ·
1979 ·
1980 ·
1981 ·
1982 ·
1983 ·
1984 ·
1985 ·
1986 ·
1987 ·
1988 ·
1989 ·
1990 ·
1991 ·
1992 ·
1993 ·
1994 ·
1995 ·
1996 ·
1997 ·
1998 ·
1999 ·
2000 ·
2001 ·
2002 ·
2003 ·
2004 ·
2005 ·
2006 ·
2007 ·
2008 ·
2009 ·
2010 ·
2011 ·
2012 ·
2013 ·
2014 ·
2015 ·
2016 ·
2017